# Martin Chambiges

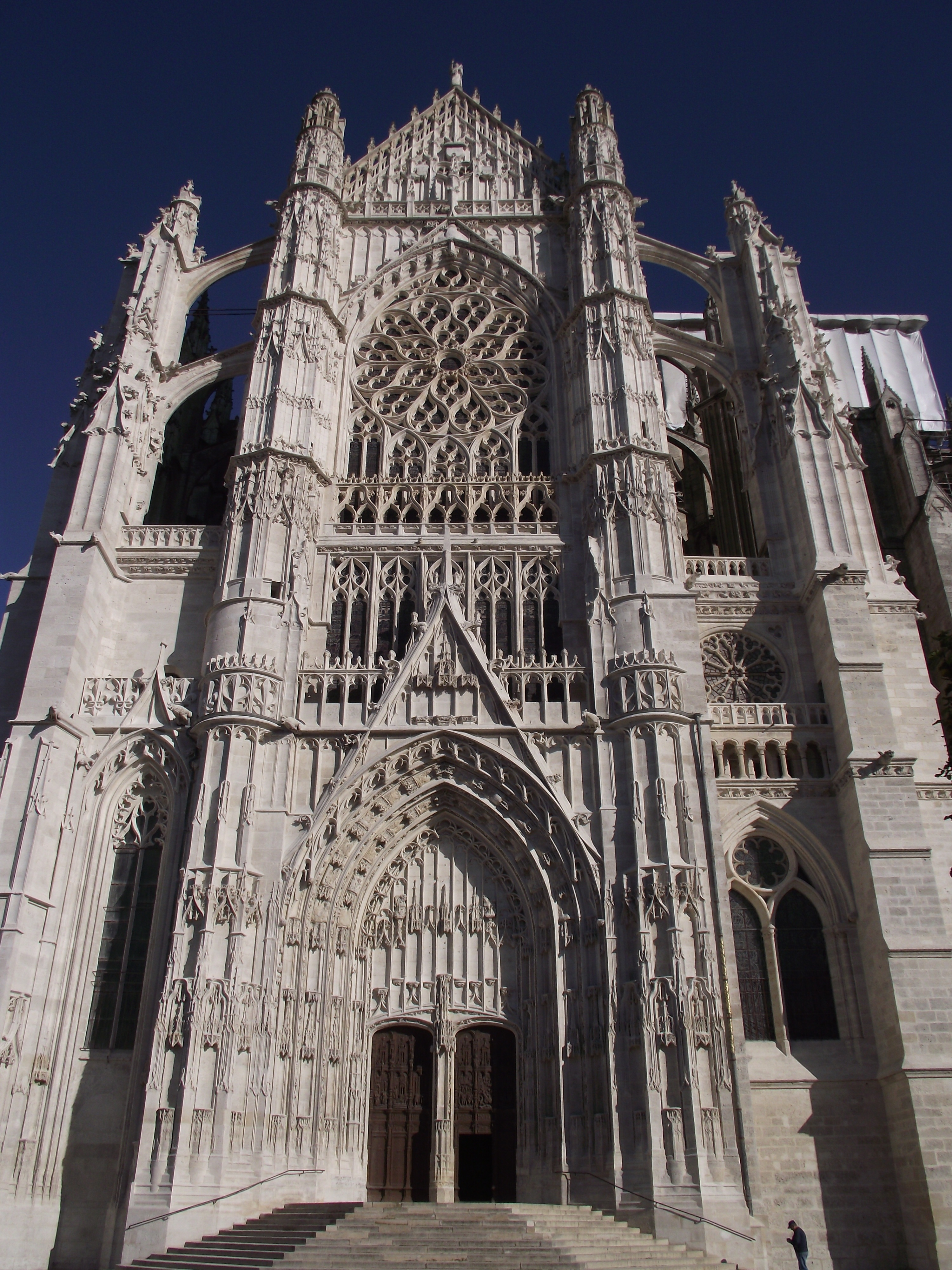
Facciata del transetto nord della Cattedrale di Beauvais.

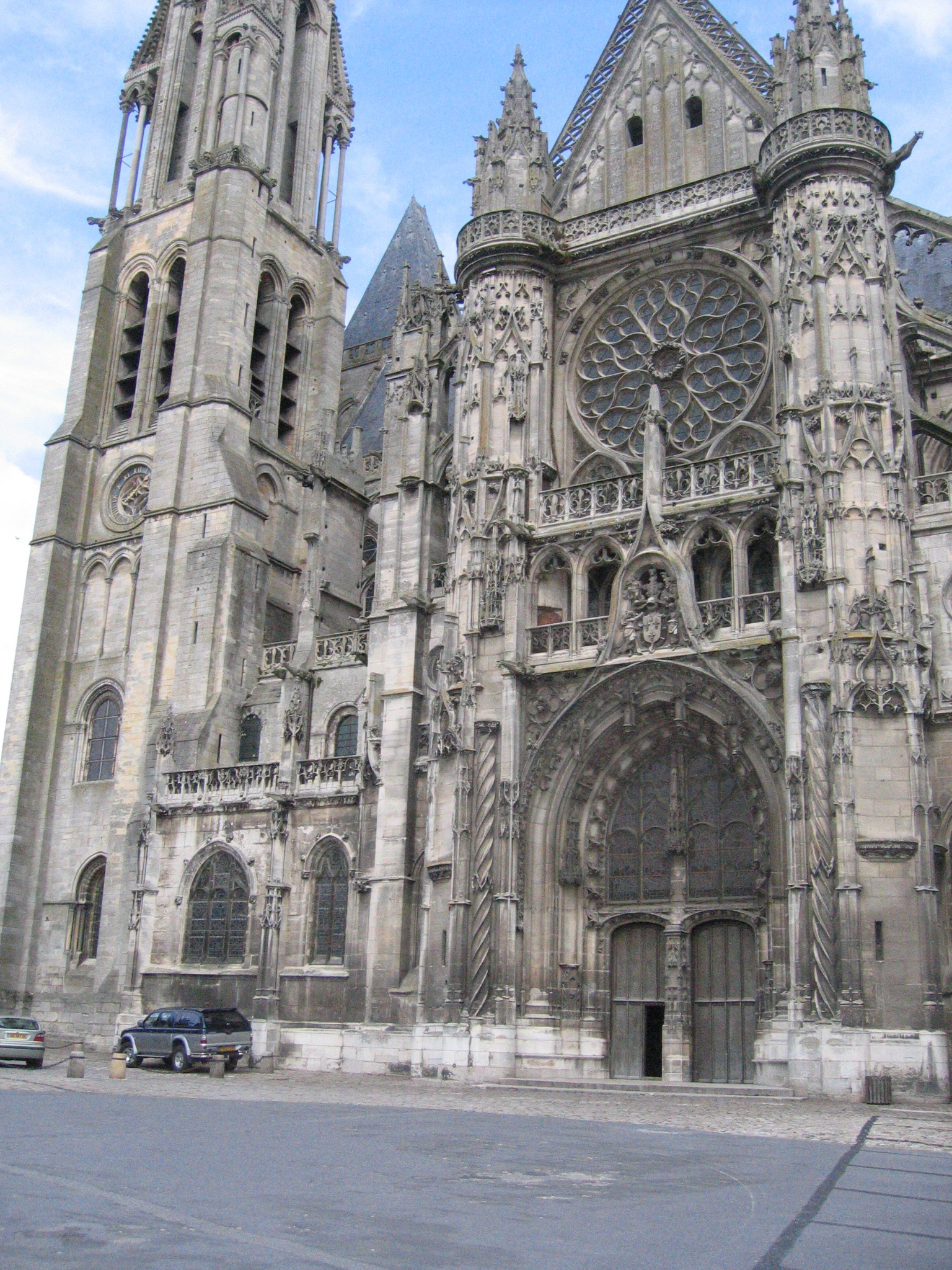
La magnifica facciata del braccio sud del transetto della cattedrale di Notre-Dame di Senlis, iniziata da Martin Chambiges e ultimata dal figlio Pierre.

Martin Chambiges o Chambriche (Parigi, 1460 – Beauvais, 29 agosto 1532) è stato un architetto francese.

## Biografia
Capostipite di una famiglia di architetti, tra i quali si distinse in particolar modo il figlio Pierre.
Martin Chambriche divenne celebre soprattutto per la ristrutturazione ed il completamento di importanti cattedrali.
Nelle vicinanze di Parigi, verso la fine degli anni ottanta del Quattrocento venne nominato direttore dei lavori di ristrutturazione della cattedrale di Santo Stefano a Sens, di cui nel 1489 realizzò il transetto dell'edificio medesimo e nel primo decennio del Cinquecento rimodernò e ampliò le facciate con i rosoni principali.
Il 15 ottobre 1499, a Parigi, il Pont Neuf subì danni irreversibili e il magistrato municipale cittadino istituì una vasta consultazione di tecnici specialisti per determinare la tipologia architettonica e ingegneristica più adatta alla ricostruzione dell'opera.
Martin Cambriche, pochi mesi dopo propose una soluzione innovatrice sia per i materiali sia per il disegno e le soluzioni tecniche, che ricevette anche qualche critica da parte degli architetti tradizionalisti.
Sempre nel primo decennio del secolo portò a termine la facciata della cattedrale dei Santi Pietro e Paolo a Troyes, il transetto della Cattedrale di Beauvais, evidenziando un'influenza da parte del gusto rinascimentale proveniente dall'Italia ed assunse la direzione dei lavori per la chiesa di Saint-Pierre a Senlis nel 1515, e cinque anni dopo si occupò della facciata sud della Cattedrale di Notre-Dame della stessa località.
Nella capitale francese si impegnò nei lavori per la chiesa di Saint Jacques de la Boucherie, di cui oggi rimane solo il campanile, la Tour Saint-Jacques.
Alcuni lavori iniziati da Martin Chambriche furono proseguiti, dopo la sua morte avvenuta il 29 agosto del 1532, dal figlio Pierre, come il transetto della cattedrale di Beauvais e quello di Senlis, la ristrutturazione del Castello di Chantilly commissionato dai Montmorency, di quello di Fontainebleau e di Saint-Germain-en-Laye.
Martin Chambriche fu inumato presso la cattedrale di Beauvais.